# Houtlangpootmug
De houtlangpootmug  (Tanyptera atrata) is een tweevleugelige uit de familie langpootmuggen (Tipulidae). De wetenschappelijke naam van de soort werd als Tipula atrata in 1758 gepubliceerd door Carl Linnaeus. De soort komt voor in het Palearctisch gebied.